# Greger Magnusson (Eka)
Greger Magnusson, väpnare, riksråd och hövitsman, son till Magnus Trottesson (Eka) och Märta Magnusdotter (Kase); godsägare av godset Eka 1411–1434.
Greger Magnusson var hövitsman för den svenska flottan i slaget i Öresund 1427. Han blev under slaget tillfångatagen av lybeckarna och fick flera år fick kvarstanna i fångenskapen.
Han var gift med Jutta Valdemarsdotter. Jutta skänkte 1451 Ekagodset till Uppsala domkyrka, men ett par år därefter bytte Greger Magnussons bror Karl till sig godset.